# Liane Fenwick
Liane Fenwick (* 10. Juni 1971 in Sydney) ist eine australische Beachvolleyballspielerin.

## Karriere
Fenwick absolvierte ihr erstes internationales Turnier 1994 mit Lisa Narelle Willcocks und wurde Neunte der Santos Open. 1995 bildete sie ein Duo mit Anita Spring. Beim ersten gemeinsamen Auftritt kamen Fenwick/Spring in La Serena auf den siebten Rang. Es folgten unter anderem zwei neunte Plätze bei Open-Turnieren in den USA sowie ein erneuter siebter Platz in Espinho. Beim Turnier in Brisbane verbesserten sie sich auf den fünften Rang. 1996 nahmen Fenwick/Spring an den Olympischen Spielen in Atlanta teil. Nach einem Auftaktsieg gegen die Japanerinnen Fujita/Takahashi mussten sie sich den späteren Goldmedaillengewinnerinnen Sandra Pires und Jackie Silva (Brasilien) geschlagen geben. Auf der Verlierer-Seite besiegten sie erst das britische Duo Cooper/Glover und schieden dann gegen die US-Amerikanerinnen Fontana/Hanley aus; damit beendeten sie das Turnier auf dem siebten Rang.
Die restlichen Turniere 1996 spielte Fenwick in der Weltserie und beim Grand Slam in Carolina mit Sarah Straton. Die besten Ergebnisse waren ein dritter Rang in Osaka und ein fünfter Platz in Busan. Nach dem Saisonauftakt 1997 in Rio de Janeiro bildete Fenwick ein neues Duo mit Pauline Manser. Fenwick/Manser erreichten einen fünften Rang in Marseille und drei neunte Plätze bei weiteren Open-Turnieren. Außerdem nahmen sie an der ersten offiziellen Weltmeisterschaft 1997 in Los Angeles teil; dort kamen sie auf den 17. Platz.
1998 spielte Fenwick vier Open-Turniere mit Natalie Cook. Dabei kam sie als Neunte in Toronto, Siebte in Vasto und Fünfte in Espinho dreimal in die Top Ten; lediglich das Ergebnis in Marseille war schlechter. Ihren letzten Auftritt auf der World Tour hatte Fenwick bei den Osaka Open; dort trat sie mit Annette Huygens Tholen an.